# Гиряк Михайло
Михайло Гиряк (нар. 27 листопада 1933, с. Пихня Гуменне, Словаччина — пом. 23 березня 2007, Пряшів, Словаччина) — науковець, публіцист, збирач і дослідник українського фольклору в Словаччині.

## Життєпис
- 1952 Закінчив гімназію в Гуменному.
- 1953–1957 Навчався на філологічному факультеті Вищої педагогічної школи в Пряшеві.
- 1957–1960 Був редактором часопису «Дружно вперед».
- 1960 При філософському факультеті Пряшівського університету імені Шафарика було засновано Кабінет народної словесности, згодом перетворений у Дослідний кабінет україністики, нині — Науково-дослідний відділ кафедри україністики. З самого початку і до 1971 р. в ньому працював М. Гиряк (разом з Миколою Мушинкою).
- 1960–1963 Проходив аспірантуру на філософському факультеті Братиславського університету.
- 1965 Захистив кандидатську дисертацію в Народописному (етнографічному) інституті Словацької Академії Наук.

Науковий працівник філософського факультету університету імені Шафарика в Пряшеві, член Словацького етнографічного товариства Словацької Академії Наук, був активним дослідником українського фольклору.

## Діяльність
Опублікував більше 300 етнографічних статей.
Окремим виданням вийшли:
- «Українські народні казки Східної Словаччини» (1965–1979, 7 томів);
- Антологія «З глибини віків» (1967)[2];
- «Гора до неба. Українські народні казки Східної Словаччини» (Ужгород, 1968)[3];
- «Бібліографія фольклору Пряшівщини 1945–1969» (1970)[4]
- «Фольклористичні намагання українців Східної Словаччини за післявоєнний період» (1973);
- «Вступні формули українських народних казок Східної Словаччини» (1976);
- Збірник авторських казок «Чарівні стежки» (1979);
- «Пісні Ю. Колинчака» (1982);
- «Народні пісні села Орябина» (1986)[5];
- «Поетика українських народних ліричних пісень Східної Словаччини» (1989)[6];
- «Співанкы Анны Мацібобовой» (1993);
- «Бібліоґрафія народных співанок і народной поезії Русинів выходного Словеньска І.» (1994).

Опублікував серію статей про народних казкарів Східної Словаччини (О. Дем'ян, А. Кимак, І. Станко, С. Полянський та ін.) та дослідження про Ф. Лазорика і Ю. Костюка.
Творчість М. Гиряка має велике значення для вивчення фольклору лемків південних схилів Карпат.